# Увано Ісіносуке
Ісіносуке Увано (яп. 上野 石之助, народився у жовтні 1922 р. в префектурі Івате) — японський солдат, який потрапив у радянський полон в 1945 році і прожив в СРСР і в Україні більшу частину свого життя. У 2006 році вперше після війни зустрівся зі своїми японськими родичами, які вважали його загиблим з 2000 року.

## Біографія

### Родина
Народився в багатодітній родині в місті Хіроно. На момент зустрічі в 2006 році у нього були брат Усітаро Садате (80 років), а також дві молодші сестри (на момент зустрічі їм було 75 і 70 років відповідно). Також Ісіносуке мав четверо племінників, яким на момент зустрічі з дядьком було від 52 до 62 років. Ісіносуке одружений, у нього є дорослий син Анатолій і дві дочки. За час перебування в СРСР вивчив російську і українську мови; по-японськи він говорив дуже рідко з моменту переїзду в СРСР, сказавши кілька слів журналістам під час візиту в Токіо в 2006 році.

### Життя в СРСР
Увано брав участь у Другій світовій війні: за його словами, він був учасником боїв з радянськими військами у 1939 році. У 1945 році Увано знаходився на півдні Сахаліну, коли закінчилася війна і була розгромлена Квантунська армія. Він потрапив у радянський полон і осів у 1965 році в українському місті Житомир, де і проживав постійно — Увано належав до числа 400 японських солдатів, які після війни залишилися жити в СРСР. У 1958 році зв'язок з його родиною перервався. Сам Увано працював теслею і серед сусідів був відомий як працьовита людина, проте про свої минулі роки життя він майже нікому не розповідав. Він не міг отримати дозвіл від радянських властей на виїзд до Японії.

### Візит у Японію
В 2000 році японська влада офіційно визнала Увано померлим, проте в 2005 році його родина отримала від нього несподіване повідомлення. 19 квітня 2006 року Ісіносуке Увано прибув до Токіо, зустрівшись вперше з 1943 року зі своїми японськими родичами. Увано як громадянин України відвідав рідне місто Хіроно в префектурі Івате і її столицю Моріока, зустрівшись із заступником губернатора префектури. 28 квітня 2006 року він після візиту повернувся в Житомир. Японський уряд пообіцяв відновити його паспорт підданого Японії.